# Olympische Sommerspiele 2008/Teilnehmer (Usbekistan)
| Gelbes Symbol für Goldmedaillen mit stilisierten Olympischen Ringen | Graues Symbol für Silbermedaillen mit stilisierten Olympischen Ringen | Braundes Symbol für Bronzemedaillen mit stilisierten Olympischen Ringen |
| ------------------------------------------------------------------- | --------------------------------------------------------------------- | ----------------------------------------------------------------------- |
| —                                                                   | 1                                                                     | 3                                                                       |

Usbekistan nahm in Peking an den Olympischen Sommerspielen 2008 zum vierten Mal an den Olympischen Sommerspielen teil. Für das usbekische Team qualifizierten sich 58 Sportler in 14 Sportarten.

## Medaillen

### Medaillenspiegel
| Medaillenspiegel Usbekistan | Medaillenspiegel Usbekistan | Medaillenspiegel Usbekistan  | Medaillenspiegel Usbekistan | Medaillenspiegel Usbekistan | Medaillenspiegel Usbekistan |
| Platz                       | Sportart                    | Goldmedaille – Olympiasieger | Silbermedaille – 2. Platz   | Bronzemedaille – 3. Platz   | Gesamt                      |
| --------------------------- | --------------------------- | ---------------------------- | --------------------------- | --------------------------- | --------------------------- |
| 1                           | Judo                        | –                            | 1                           | 1                           | 2                           |
| 2                           | Turnen                      | –                            | –                           | 2                           | 2                           |
| Total                       | Total                       | –                            | 1                           | 3                           | 4                           |

Die Ringer Artur Taymazov und Soslan Tigiyev, die eine Gold- bzw. eine Silbermedaille gewonnen hatten, wurden nachträglich wegen Dopings disqualifiziert.

### Medaillengewinner

#### Silber
| Name              | Sportart | Wettkampf                          |
| ----------------- | -------- | ---------------------------------- |
| Abdullo Tangriyev | Judo     | Schwergewicht (über 100 kg) Männer |

#### Bronze
| Name             | Sportart | Wettkampf                             |
| ---------------- | -------- | ------------------------------------- |
| Rishod Sobirov   | Judo     | Superleichtgewicht (bis 60 kg) Männer |
| Anton Fokin      | Turnen   | Barren Männer                         |
| Yekaterina Xilko | Turnen   | Trampolin Frauen                      |

## Teilnehmer nach Sportart

### Boxen
- Rafikjon Sultonov
Männer, Halbfliegengewicht (bis 48 kg)
- Toʻlashboy Doniyorov
Männer, Fliegengewicht (bis 51 kg)
- Xurshid Tojibaev
Männer, Bantamgewicht (bis 54 kg)
- Bahodirjon Sultonov
Männer, Federgewicht (bis 57 kg)
- Dilshod Mahmudov
Männer, Weltergewicht (bis 69 kg)
- Elshod Rasulov
Männer, Mittelgewicht (bis 75 kg)
- Abbos Atoyev
Männer, Halbschwergewicht (bis 81 kg)

### Gewichtheben
- Sherzodjon Yusupov
Männer, Klasse bis 77 kg
- Mansurbek Chashemov
Männer, Klasse bis 85 kg

### Judo
| Männer            | Männer                         | Männer |
| ----------------- | ------------------------------ | ------ |
| Rishod Sobirov    | Superleichtgewicht (bis 60 kg) | Bronze |
| Mirali Sharipov   | Halbleichtgewicht (bis 66 kg)  |        |
| Shokir Moʻminov   | Leichtgewicht (bis 73 kg)      |        |
| Xurshid Nabiev    | Mittelgewicht (bis 90 kg)      |        |
| Oʻtkir Qurbonov   | Halbschwergewicht (bis 100 kg) |        |
| Abdullo Tangriyev | Schwergewicht (über 100 kg)    | Silber |
| Frauen            |                                |        |
| Zinnura Joʻraeva  | Halbleichtgewicht (bis 52 kg)  |        |
| Mariya Shekerova  | Schwergewicht (über 78 kg)     |        |

### Kanu

#### Kanurennen
- Vadim Menkov
Männer, Einer-Canadier 500 m, Einer-Canadier 1000 m

### Leichtathletik
| Disziplin      | Männer                         | Frauen                            |
| -------------- | ------------------------------ | --------------------------------- |
| 100 m          |                                | Goʻzal Xubbiyeva                  |
| 200 m          | Oleg Juravlyov                 | Goʻzal Xubbiyeva                  |
| 800 m          | Oleg Juravlyov                 |                                   |
| 110 m Hürden   | Oleg Normatov                  |                                   |
| Hochsprung     |                                | Nadiya Dusanova Svetlana Radzivil |
| Stabhochsprung | Leonid Andreyev                |                                   |
| Dreisprung     |                                | Anastasiya Juravlyeva             |
| Speerwurf      | Bobur Shokirjonov              | Anastasiya Svechnikova            |
| Siebenkampf    |                                | Yuliya Tarasova                   |
| Zehnkampf      | Pawel Andrejew Vitaliy Smirnov |                                   |

### Radsport

#### Straße
- Sergey Lagutin
Männer, Straßenrennen

### Ringen
| Männer Freistil  | Männer Freistil                        | Männer Freistil |
| ---------------- | -------------------------------------- | --------------- |
| Dilshod Mansurov | Klasse bis 55 kg (Bantamgewicht)       |                 |
| Soslan Tigiyev   | Klasse bis 74 kg (Weltergewicht)       |                 |
| Zaurbek Soxiyev  | Klasse bis 84 kg (Mittelgewicht)       |                 |
| Qurbon Qurbonov  | Klasse bis 96 kg (Schwergewicht)       |                 |
| Artur Taymazov   | Klasse bis 120 kg (Superschwergewicht) |                 |

| Männer Griechisch-Römisch | Männer Griechisch-Römisch              | Männer Griechisch-Römisch |
| ------------------------- | -------------------------------------- | ------------------------- |
| Elʼdor Hafizov            | Klasse bis 55 kg (Bantamgewicht)       |                           |
| Dilshod Oripov            | Klasse bis 60 kg (Federgewicht)        |                           |
| Dawid Saldadse            | Klasse bis 120 kg (Superschwergewicht) |                           |

### Rudern
- Ruslan Naurzaliyev
Männer, Einer

### Schießen
- Dilshod Muxtorov
Luftpistole 10 Meter, Freie Pistole 50 Meter
- Yelena Kuznetsova
Frauen, Luftgewehr 10 Meter, Kleinkaliber Dreistellungskampf 50 Meter

### Schwimmen
| Männer           | Männer         |
| ---------------- | -------------- |
| Danil Bugakov    | 100 m Rücken   |
| Danil Bugakov    | 200 m Lagen    |
| Ivan Demyanenko  | 100 m Brust    |
| Ibrohim Nazarov  | 200 m Freistil |
| Petr Romashkin   | 100 m Freistil |
| Frauen           |                |
| Mariya Bugakova  | 50 m Freistil  |
| Irina Shlemova   | 100 m Freistil |
| Olga Gnedovskaya |                |

### Taekwondo
- Dmitri Kim
Männer, Klasse bis 68 kg
- Akmal Irgashev
Männer, Klasse über 80 kg
- Yevgeniya Karimova
Frauen, Klasse über 67 kg

### Tennis
- Oqgul Omonmurodova
Frauen, Einzel

### Turnen

#### Kunstturnen
- Anton Fokin
Männer, Mehrkampf, Barren: Bronze
- Luiza Galiulina
Frauen, Mehrkampf

#### Trampolinturnen
- Yekaterina Xilko
Frauen: Bronze